# 仁賀保市
仁賀保市（日语：／ Nikaho shi */?）是位於日本秋田縣西南部的市，也是縣內唯一以平假名命名的市。轄區東南邊坐落著鳥海山，西邊面向日本海，當地人口則集中在羽越本線市內各站的周邊地區。仁賀保市在中世紀由仁賀保氏統治，至江戶時代則成為矢島藩、仁賀保氏及本莊藩的領地。而當地在向外通勤與就學上相當依賴北邊的由利本莊市。
仁賀保市為漫畫《鏈鋸人》與《驀然回首》等作品的作者藤本樹的家鄉。而當地也是日本首位登陸南極洲的探險家白瀨矗的出身地。

## 地理

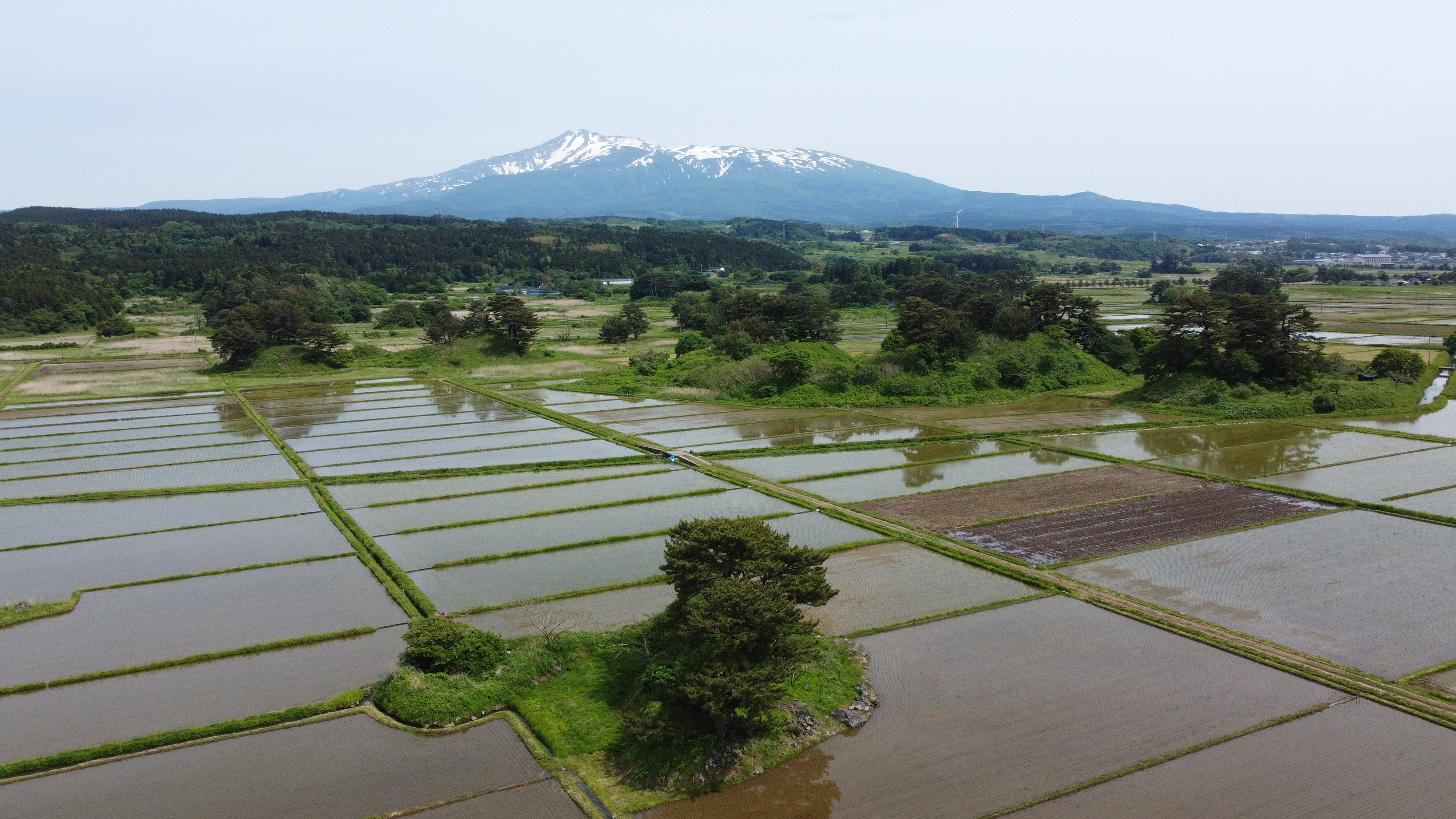
象潟與鳥海山
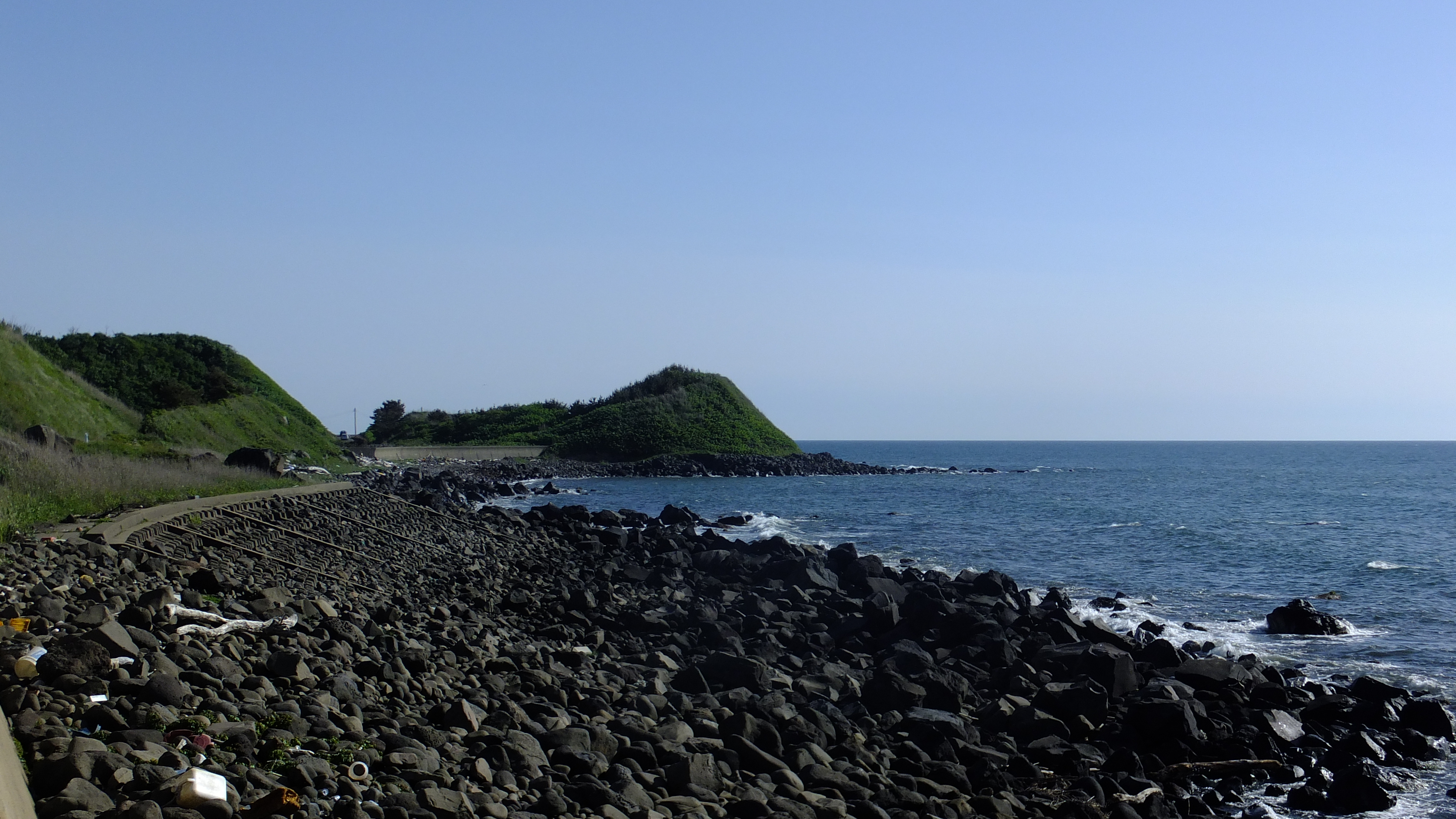
由利海岸

仁賀保市內約69%的面積被森林與原野覆蓋，15%的土地為農業用地。轄區東南邊坐落著海拔2236公尺的鳥海山，為東北地方的第二高峰；西邊則面向日本海。而鳥海山的周邊地區除位於鳥海國定公園的範圍內，也於2016年被日本地質公園委員會認證為鳥海山・飛島地質公園，並於2025年1月再度獲得認證。白雪川與奈曾川等河流經市內，並在西邊注入日本海。
位於舊象潟町的象潟在古時候原為海洋，約2600年前鳥海山發生火山噴發，自山頂崩塌下來的岩石流入日本海後形成一片淺海與幾座矗立其中的小島。而後這片淺海遭到沿海的沙丘阻隔，形成作為半鹹水湖的古象潟湖。文化元年（1804年），象潟地震使象潟周圍的地盤隆起約2公尺，並使象潟湖逐漸乾涸。現今的象潟上多為水田及小山丘，並且於1934年被指定為日本的天然紀念物。

### 氣候
仁賀保市在柯本氣候分類法中屬於亞寒帶氣候，但因對馬暖流流經轄區西邊的日本海，因此氣溫較高且降雪量較少。根據統計，1981年至2010年，當地的年均溫為12.7℃，年均降雨量則為1589.7毫米。

## 歷史

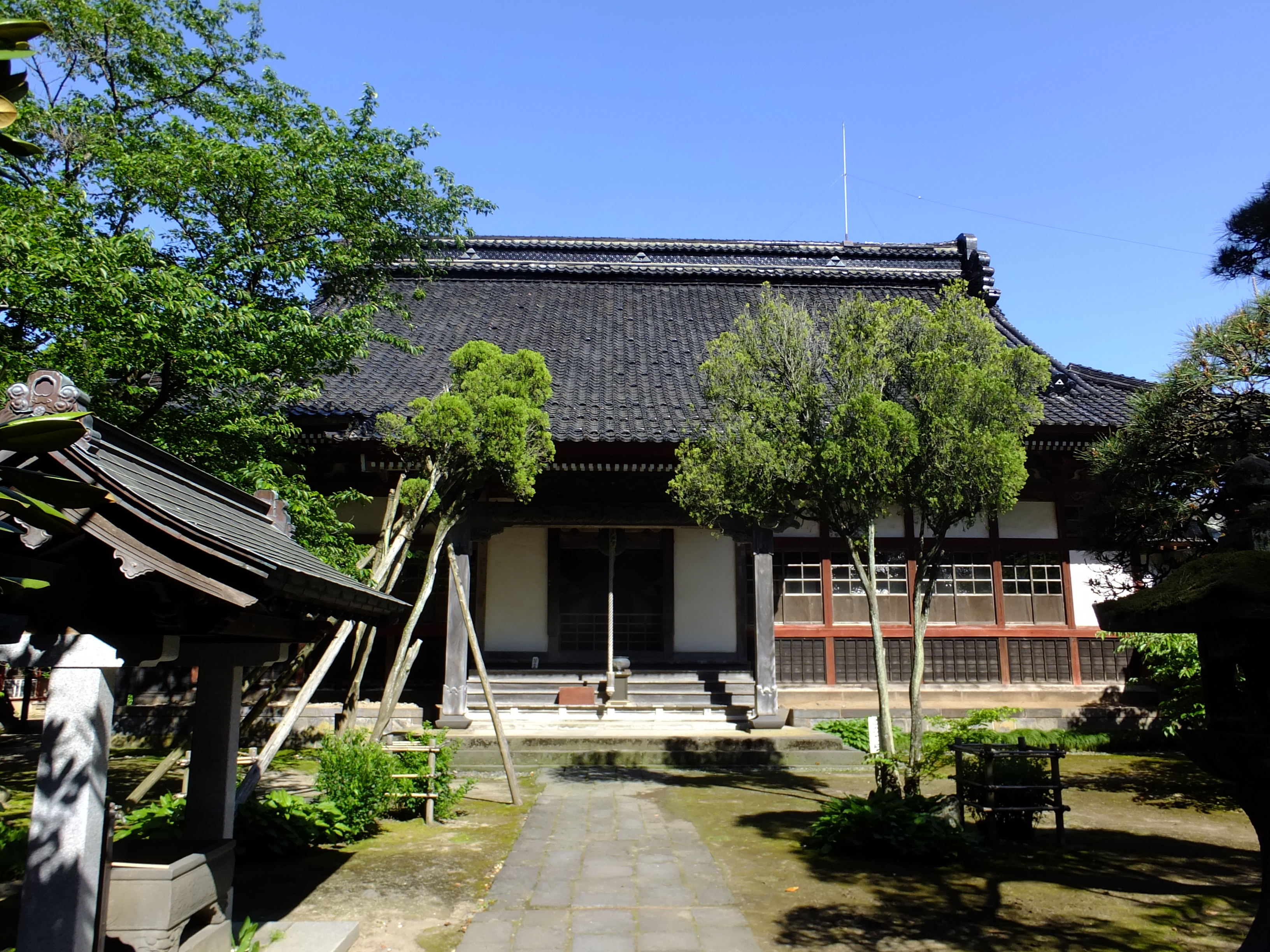
坐落於市內的蚶滿寺本堂

關於市名「仁賀保」的由來尚未確定，但能確認該地名首次出現於大永4年（1524年）。當地在中世紀至戰國時代為仁賀保氏的領地。天正18年（1588年），仁賀保氏的家督仁賀保舉誠獲豐臣秀吉安堵仁賀保在內的由利郡南部約3700石，並且因在關原之戰中支持德川家康而於慶長7年（1602年）轉封至常陸國武田共5千石。元和9年（1623年），仁賀保舉誠轉封回原本的領地並成為仁賀保藩的藩主，其石高則增加至1萬石；而該氏族的本家在舉誠過世後因無子嗣而滅亡。寬永17年（1640年），讚岐國高松藩的藩主生駒高俊因其領地內部爆發生駒騷動而被改易至出羽國由利郡的矢島藩共1萬石，當地則由生駒氏、仁賀保氏及本莊藩共同統治至明治維新時期。
昭和時代初期，仁賀保地區以院田油田為主進行石油開採，並且做為當地的經濟支柱而發展；其遺留下來的開採設備則於近代被指定為日本的近代化產業遺產。昭和15年（1940年），東京電氣化學工業株式會社（現TDK株式會社）在平澤地區設置工廠，使當地逐漸變成以生產電子設備為主的城鎮，並在1960年代發展成當地的經濟支柱。但隨著當地生產電子元件的企業在1960年代陸續將生產據點轉移至海外，使仁賀保從事製造業的就業人口數也開始減少。
明治22年（1889年），日本實施町村制，並在境內設置院内村等共7個村。明治29年（1896年），鹽越村改制並更名為象潟町；翌年（1897年），平澤村改制成平澤町。明治35年（1902年），金浦村改制為金浦町。昭和30年（1955年），平澤町、院內村與小出村合併成仁賀保町；同時象潟町與上濱村和上鄉村進行合併。平成17年（2005年）10月1日，仁賀保町、金浦町與象潟町合併成現今的仁賀保市，為秋田縣內唯一以平假名命名的市。

## 行政
現任市長市川雄次於2021年10月在選舉中成功連任，其任期將持續至2025年11月。

## 人口
仁賀保市的總人口數在未合併前的1955年達到最高峰35,944人，隨後便呈現整體下滑的趨勢，至2020年的日本國勢調查時為23,435人，並預估2040年將僅剩15,235人。而據2021年的統計，市內的高齡人口占比為38.8%，高於日本全國的平均值28.9%；其上升幅度則較2006年增加17.6%。
| 仁賀保市人口分布圖 |                                                 |  |
| 仁賀保市與日本全國年齡別人口分布比較圖 （2005年資料） | 仁賀保市的年齡、男女別人口分布圖 （2005年資料） |  |
| ■紫色是仁賀保市 ■綠色是全国 | ■藍色是男性 ■紅色是女性                         |  |
| 仁賀保市人口變化 \| 1970年 \| 30,542人 \| \| \| 1975年 \| 30,096人 \| \| \| 1980年 \| 31,428人 \| \| \| 1985年 \| 32,033人 \| \| \| 1990年 \| 31,838人 \| \| \| 1995年 \| 31,336人 \| \| \| 2000年 \| 30,347人 \| \| \| 2005年 \| 28,972人 \| \| \| 2010年 \| 27,544人 \| \| \| 2015年 \| 25,324人 \| \| \| 2020年 \| 23,435人 \| \| |                                                 |  |
| 資料來源：日本總務省統計中心提供之人口普查數據 |                                                 |  |
| 1970年 | 30,542人                                        |  |
| 1975年 | 30,096人                                        |  |
| 1980年 | 31,428人                                        |  |
| 1985年 | 32,033人                                        |  |
| 1990年 | 31,838人                                        |  |
| 1995年 | 31,336人                                        |  |
| 2000年 | 30,347人                                        |  |
| 2005年 | 28,972人                                        |  |
| 2010年 | 27,544人                                        |  |
| 2015年 | 25,324人                                        |  |
| 2020年 | 23,435人                                        |  |

## 經濟

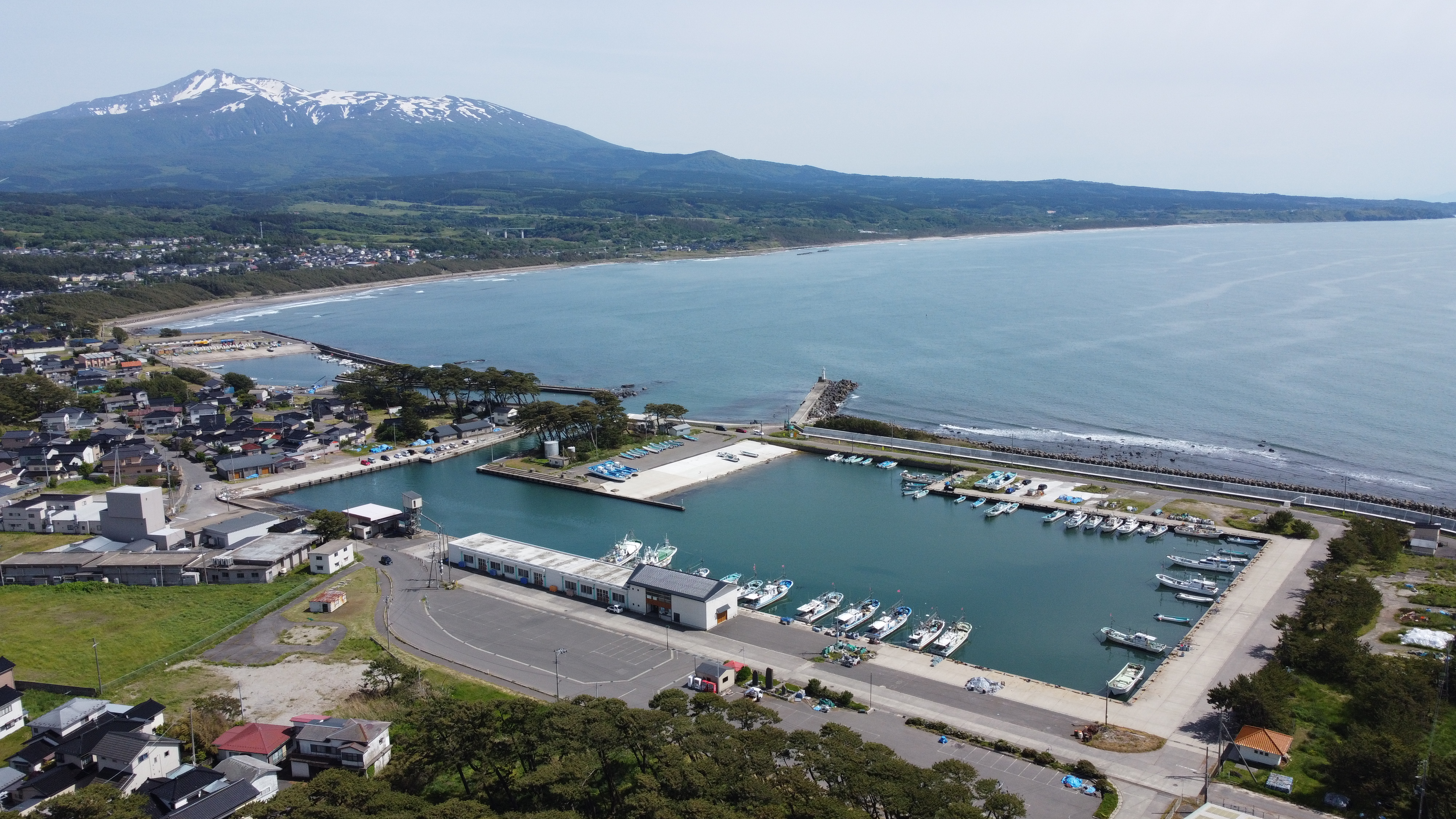
象潟漁港
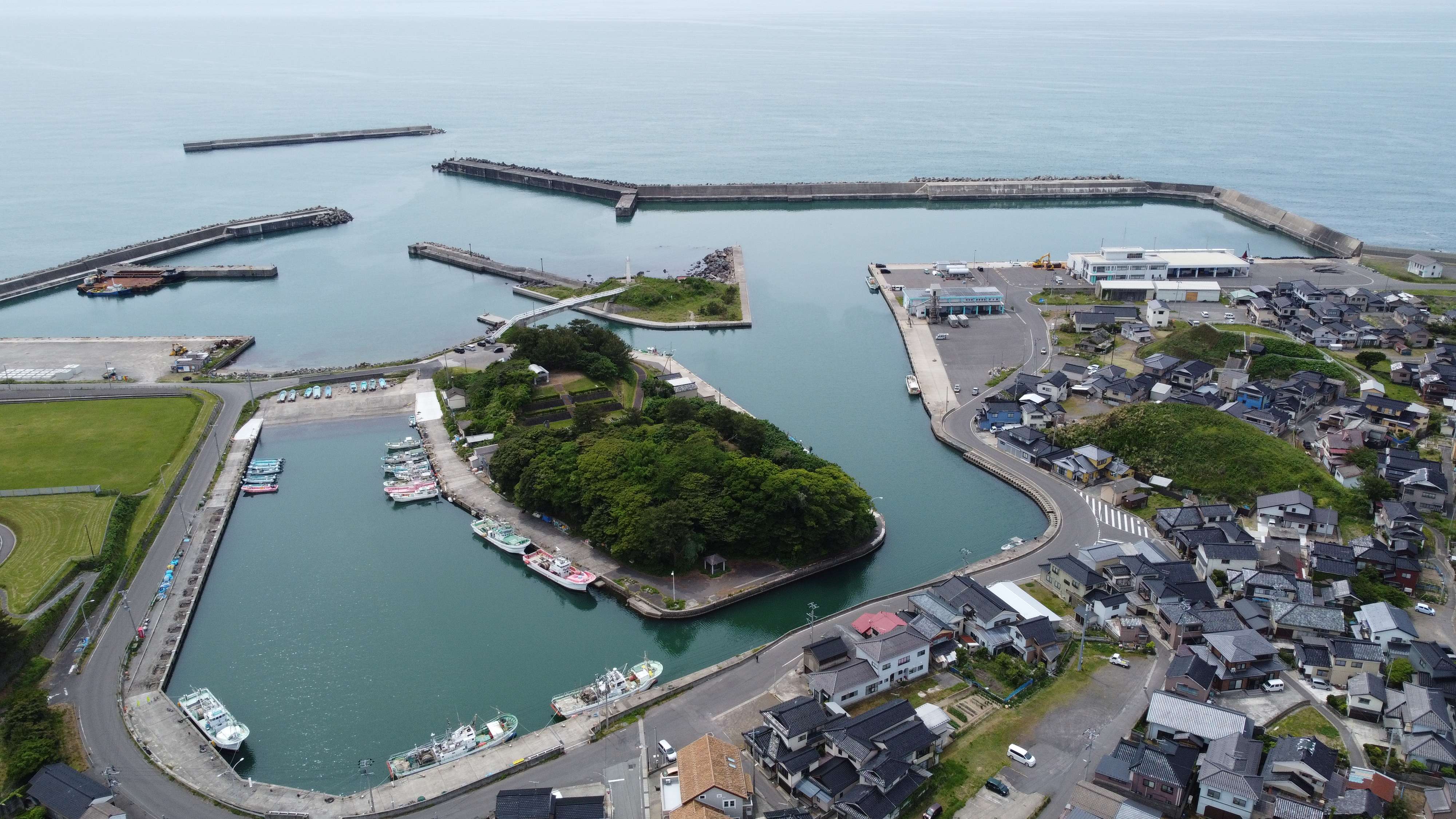
金浦漁港

根據日本2020年的國勢調查統計，仁賀保市的就業人口中有8.8%從事第一級產業，40.3%的就業人口從事第二級產業，其餘的50.9%則從事第三級產業。當地的重點產業為農業與生產電子元件為主的製造業。市內的農業以生產稻米、高麗菜、蘆筍、馬鈴薯與無花果等農產品為主，近年來則面臨勞動力人口短缺與高齡化等問題。漁業方面，當地的魚獲包括鮑魚、大馬哈魚和鱈魚等。生產電子元件等產品的TDK株式會社則在當地設有工廠。同時仁賀保市與由利本莊市的周邊海域被日本政府選為浮體式離岸風力發電機的示範區域，並預計在2030年完成安裝工程。
由於仁賀保市擁有鳥海山與象潟等自然景觀，因此吸引許多遊客前來。根據統計，2007年至2019年，仁賀保市每年約有181.8萬至290萬名遊客到訪。2021年及2021年受到嚴重特殊傳染性肺炎疫情的影響下滑至130萬，至2023年回升至約184.6萬人。

## 教育
仁賀保市內共有4所小學校、3所中學校與1所高等學校（秋田縣立仁賀保高等學校）。根據2023年4月的統計，市內共有896名小學生與487名中學生。

## 交通

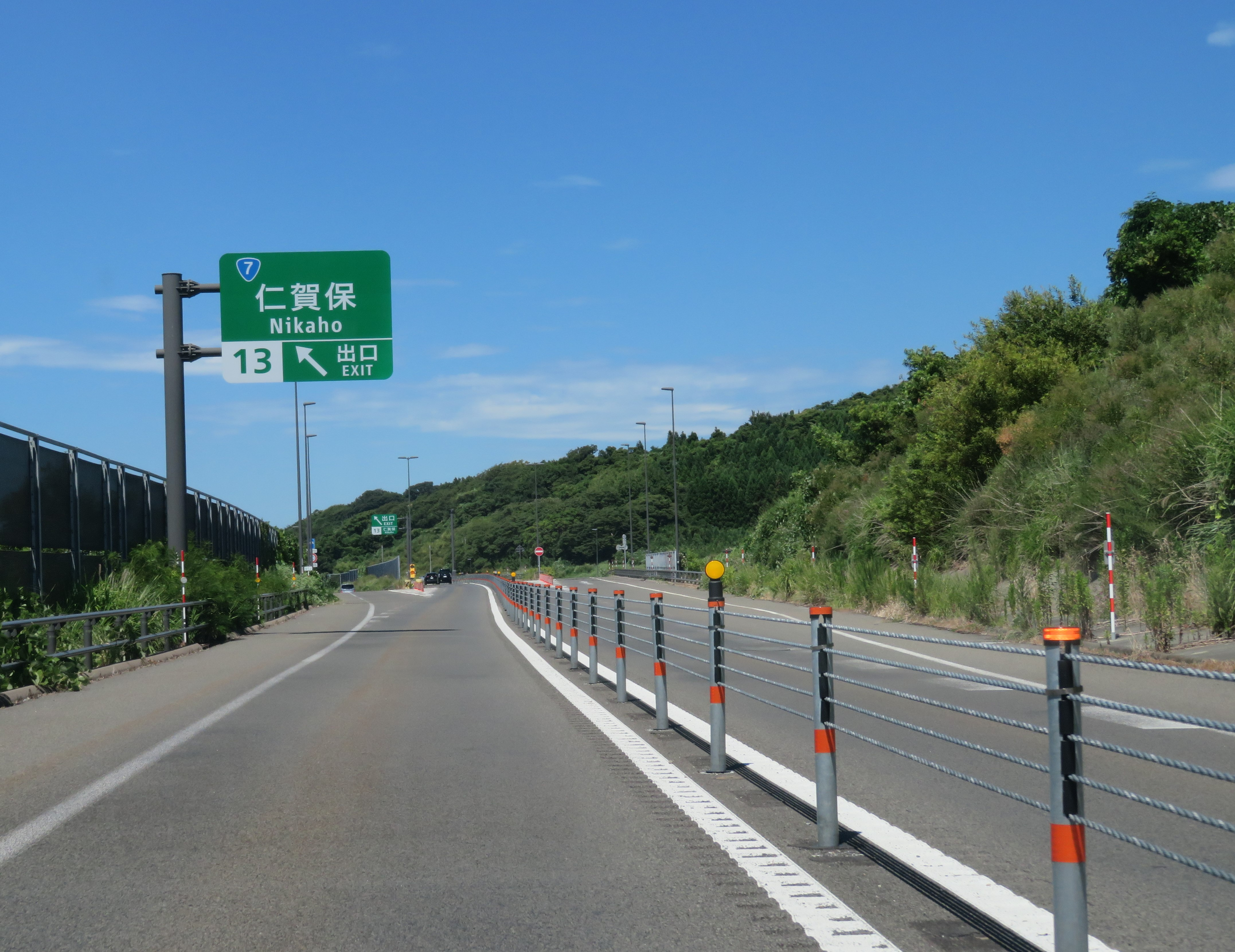
仁賀保交流道
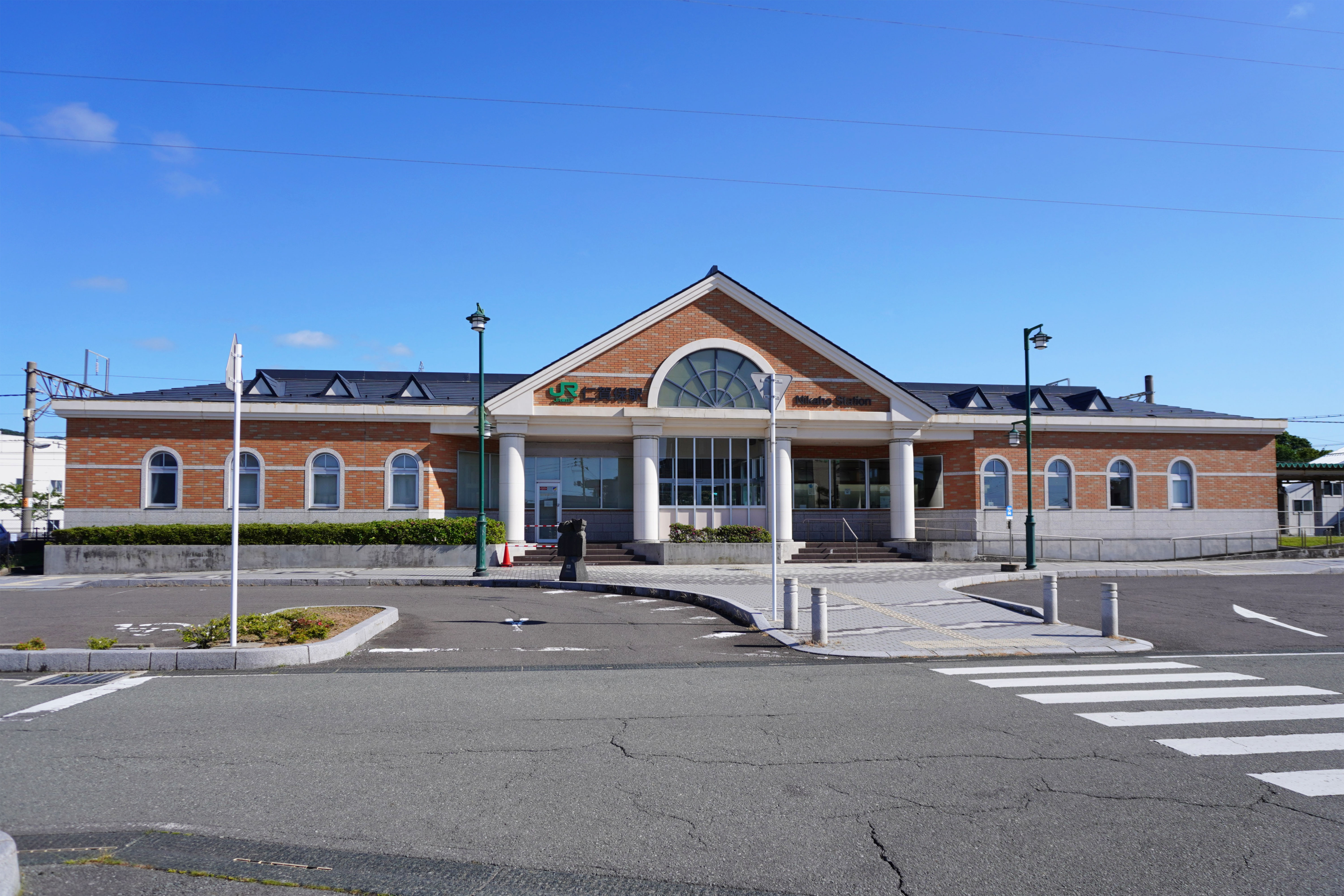
仁賀保站

國道7號與日本海東北自動車道以接近平行的方式穿越仁賀保市西部的沿海地帶，而日本海東北自動車道共在市內設置3處交流道。鐵路方面，東日本旅客鐵道的羽越本線通過轄區西部，並由南往北設置小砂川站、上濱站、象潟站、金浦站與仁賀保站。

## 友好城市
仁賀保市和以下日本行政區為友好城市：
| 市町村 | 都道府縣 | 締結日期      |
| ------ | -------- | ------------- |
| 松島町 | 宮城縣   | 1987年8月1日  |
| 西尾市 | 愛知縣   | 1995年10月1日 |

仁賀保市和以下外國城市為友好或是姊妹城市：
| 國家           | 城市                             | 締結日期       |
| -------------- | -------------------------------- | -------------- |
| 美国           | 肖尼（奧克拉荷馬州波特瓦特米郡） | 1990年         |
| 美国           | 阿纳科特斯（華盛頓州斯卡吉特郡） | 1996年9月30日  |
| 中华人民共和国 | 诸暨市（浙江省）                 | 2008年10月23日 |

## 外部連結
- 仁賀保市公所 （日語）（页面存档备份，存于）